# Ana Seiça
Ana Rita da Silva Seiça (nascida a 25 de março de 2001) é uma futebolista portuguesa que joga como defesa-central do Tigres no Campeonato Nacional Feminino.

## Carreira no clube
Em maio de 2021, Seiça renovou o contrato com o Benfica, que vigoraria até 2024.

## Carreira internacional
Em 30 de maio de 2023, ela foi incluída na seleção de 23 jogadores para a Copa do Mundo Feminina da FIFA 2023.

## Honras
Benfica
- Campeonato Nacional Feminino : 2020–21, 2021–22, 2022–23
- Taça da Liga : 2019–20, 2020–21, 2022–23
- Supertaça de Portugal : 2019, 2022